# Condado de Łosice
Condado de Łosice (polaco: powiat łosicki) é um powiat (condado) da Polónia, na voivodia de Mazóvia. A sede do condado é a cidade de Łosice. Estende-se por uma área de 771,77 km², com 32 936 habitantes, segundo os censos de 2005, com uma densidade 42,68 hab/km².

## Divisões admistrativas
O condado possui:
Comunas urbana-rurais: Łosice
Comunas rurais: Huszlew, Olszanka, Platerów, Sarnaki, Stara Kornica
Cidades: Łosice

## Demografia
População (dados de 30 de Junho de 2016):
|          | Total   | Total | Mulheres | Mulheres | Homens  | Homens |
| -------- | ------- | ----- | -------- | -------- | ------- | ------ |
|          | pessoas | %     | pessoas  | %        | pessoas | %      |
| Total    | 31 628  | 100   | 15 877   | 50,2     | 15 751  | 49,8   |
| Cidades  | 7085    | 100   | 3684     | 52       | 3401    | 48     |
| Povoados | 24 543  | 100   | 12 193   | 49,7     | 12 350  | 50,3   |